# Formula One 2005
『Formula One 2005』(フォーミュラ・ワン 2005、F1 05)は、2005年9月22日に、ソニー・コンピュータエンタテインメント（SCE）から「Formula One」シリーズとして発売されたPS2用のレースゲームソフトのひとつ。PSP版でも『Formula One 2005 Portable』として発売された。ヨーロッパでは同年7月1日発売。
前作『Formula One 2004』から収録された、プレイヤーがテストドライバーからスタートしてキャリアをステップアップしていく「キャリアモード」に加え、本作の特徴としてレースゲーム初心者でもそれなりにレース展開が遊べるように、プレイヤーがハンドルを切るだけで最適なステアリング角度へ補正する「ステアリングアシスト」や、プレイヤーがアクセルを踏んだままレース中の操作でブレーキをしなくてもコースの特性に合わせて自動的に減速し、オーバースピードでのコーナー進入をある程度補う「ブレーキアシスト」機能を初搭載した。
また、2005年に初開催されたトルコGPを加えた全19サーキットを収録。

## チームとドライバー
- スクーデリア・フェラーリ・マールボロ
  - ミハエル・シューマッハ
  - ルーベンス・バリチェロ
- B・A・Rホンダ
  - ジェンソン・バトン
  - 佐藤琢磨
- ルノーF1
  - フェルナンド・アロンソ
  - ジャンカルロ・フィジケラ
- ウィリアムズF1
  - マーク・ウェバー
  - ニック・ハイドフェルド
- マクラーレン・メルセデス
  - キミ・ライコネン
  - ファン・パブロ・モントーヤ
- ザウバー・ペトロナス
  - ジャック・ヴィルヌーヴ
  - フェリペ・マッサ
- レッドブル・レーシング
  - デビッド・クルサード
  - クリスチャン・クリエン
- トヨタF1
  - ヤルノ・トゥルーリ
  - ラルフ・シューマッハ
- ジョーダン・グランプリ
  - ティアゴ・モンテイロ
  - ナレイン・カーティケヤン
- ミナルディ
  - パトリック・フリーザッハー
  - クリスチャン・アルバース

## サーキット
- オーストラリアGP - アルバートパークサーキット (メルボルン)
- マレーシアGP - セパン・インターナショナル・サーキット
- バーレーンGP - バーレーンインターナショナルサーキット
- サンマリノGP - イモラ
- スペインGP - カタロニア・サーキット (バルセロナ)
- モナコGP - モンテカルロ市街地コース (モンテカルロ)
- ヨーロッパGP - ニュルブルクリンク (ドイツ)
- カナダGP - ジル・ヴィルヌーヴ・サーキット (モントリオール)
- アメリカGP - インディアナポリス・モーター・スピードウェイ
- フランスGP - マニクール・サーキット
- イギリスGP - シルバーストン・サーキット
- ドイツGP - ホッケンハイムリンク
- ハンガリーGP - ハンガロリンク (ブダペスト)
- トルコGP - イスタンブール・パーク
- イタリアGP - モンツァ・サーキット
- ベルギーGP - スパ・フランコルシャン
- ブラジルGP - インテルラゴスサーキット (サンパウロ)
- 日本GP - 鈴鹿サーキット
- 中国GP - 上海インターナショナルサーキット